# Exanthoppia ornatissima
Exanthoppia ornatissima är en kvalsterart som beskrevs av J. och P. Balogh 1983. Exanthoppia ornatissima ingår i släktet Exanthoppia och familjen Oppiidae. Inga underarter finns listade i Catalogue of Life.